# William Howard (wicehrabia Stafford)
William Howard (ur. 30 listopada 1614 w Londynie; zm. 29 grudnia 1680 tamże) – angielski arystokrata, wicehrabia Stafford, Błogosławiony Kościoła katolickiego.

## Życiorys
Był trzecim synem hrabiego Thomasa Howarda. Po śmierci ojca odziedziczył tytuł barona Stafford. Studiował w St John’s College na Uniwersytecie Cambridge .
W czasie angielskiej wojny domowej stanął po stronie rojalistów. W 1678 roku został przez Tytusa Oatesa oskarżony o udział spisku przeciwko Karolowi II Stuartowi. Po dwuletnim uwięzieniu został skazany na śmierć i stracony.
W 1929 roku został beatyfikowany przez papieża Piusa XI.